# Адміністративні центри Донеччини

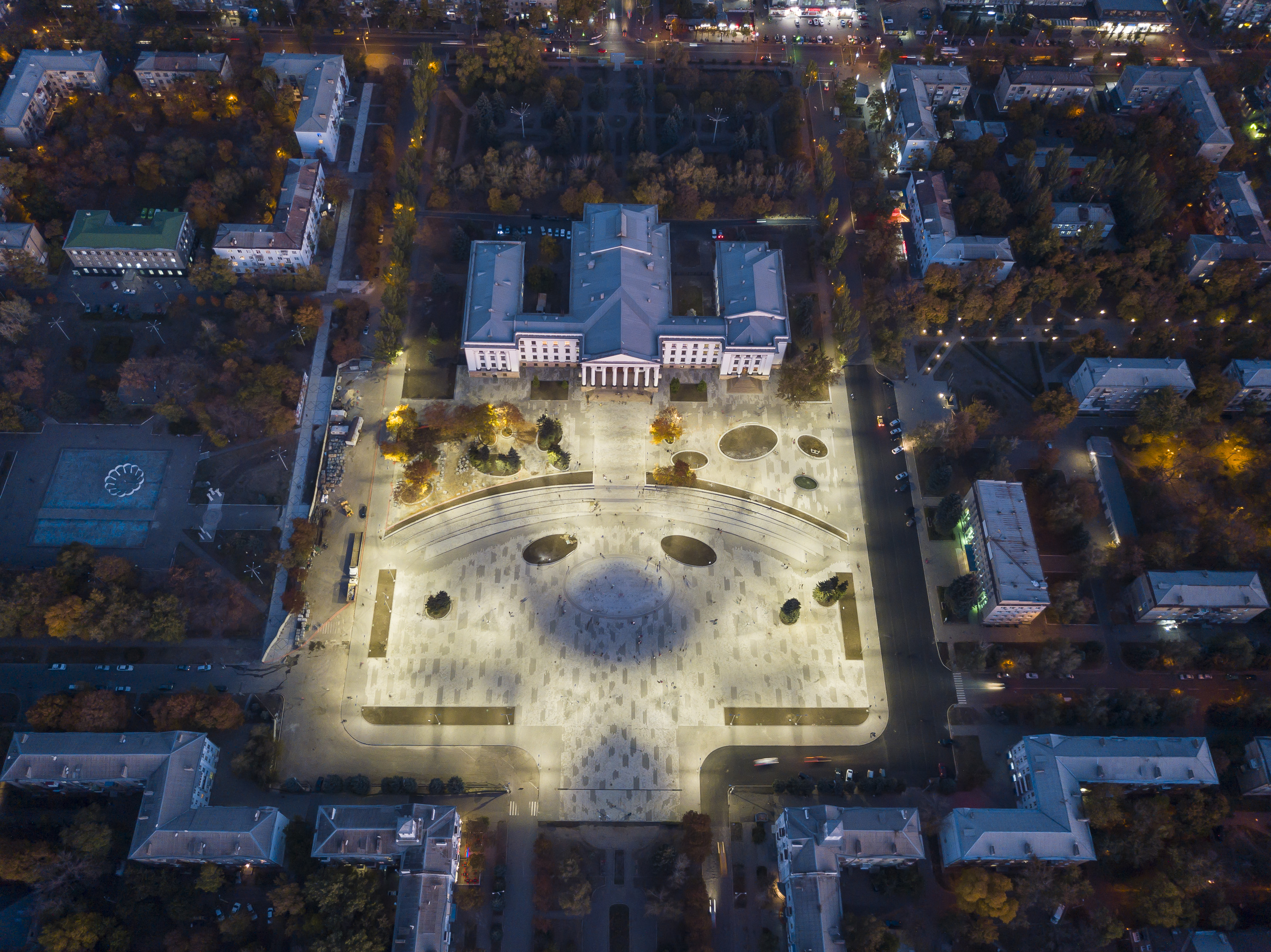
Площа миру в Краматорську центрі Донецької області з 2014 року.

Адміністративні центри Донеччини

## Історія

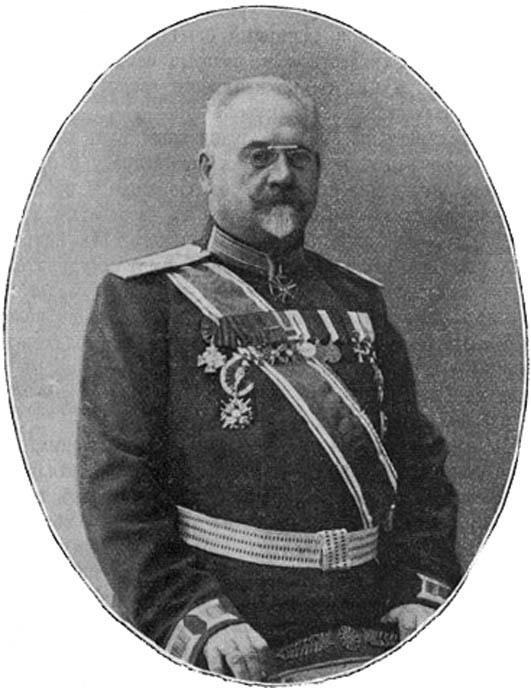
Бауфал Владислав Францевич голова Юзівського генерал-губернаторства.

### Юзівське генерал-губернаторство
21 липня 1906 року в Санкт-Петербурзі відбулася нарада під керівництвом прем'єр-міністра Столипіна. Розглядалося питання «про способи припинення заворушень, що виникли в Юзівському районі». Прийняли рішення створити тимчасове генерал-губернаторство на території Бахмутського, Маріупольського та Слов'яносербського повітів і Таганрозького округу. Місцем перебування екстреного генерал-губернатора була обрана Юзівка. У його розпорядження перейшли всі війська, що знаходилися на цій території і новоприбулі, а також каральний поїзд, який мав на озброєнні артилерію. Так Юзівка вперше в своїй історії стала адміністративним центром.

### Донецька область
З початком Лютневої революції в 1917 році Донбас не мав єдиного адміністративного центру, і був розділений кордонами трьох адміністративних одиниць Катеринославської Харківської губерній і Областю Війська Донського адміністративні центри всіх перерахованих територіальних утворень  Катеринослав, Харків, Ростов-на-Дону рівнозначно були віддалені від промислового регіону.
Першим органом який претендував на владу на території всього Донецького басейну був Центральний Військово-Революційний Коміте Донбасу який був створений більшовиками 17 грудня 1917 року в станції Микитівка нині місто Горлівка де і розташувався.
Після Другої вседонбасской конференції ревкомів яка відбулася 28 січня 1918 року на питання про владу в регіоні було винесено таке рішення : "У Донецькому басейні органом революційної влади є Центральний Військово-Революційний Комітет Донецького басейну, який спирається на всі організації пролетаріату Донецького басейну ...". Після цього було прийнято рішення переністі діяльність ЦВРКД до Юзівки що і було реалізовано в лютому 1918 року. Таким чином в лютому 1918 року Юзівка стала адміністративним центром Донецької області як обласного об'єднання рад.
Юзівка була центром області з лютого до 18 квітня, після чого ЦВРКД переїхав в Олександрівськ-Грушевський нині місто Шахти. У Александовск-Грушевському ЦВРКД пробув всього п'ять днів після чого евакуювався в Ростов-на-Дону в якому пробувши до 1 травня 1918 після чого евакуювався за маршрутом Ростов-на-Дону-Тихорецкая - Великокнязівська - Царицин.

### Половецька земля
6 березня 1918 року згідно з Законом «Про адміністративно-територіальний поділ України», що був ухвалений Українською Центральною Радою була створена Половецька земля яка об'єднала промислові повіти Катеринославської губернії. Центр землі повинен був знаходитися в Бахмуті, але після звільнення Донбасу військами Троїстого союзу комендант Половецької землі (Донецького району) полковник Сікевич з своїм апаратом розташувався на станції Микитівка.

### Донецька губернія

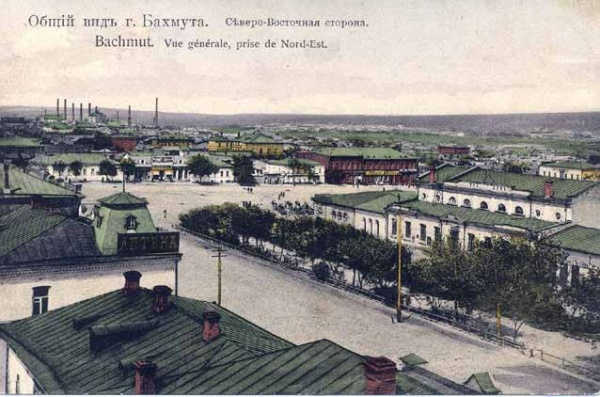
Бахмут центр губернії на початку 1919 року і 1920-1925 роках.

17 січня 1919 року Центральна Військово-Революційний Комітет Донбасу відновив свою діяльність на станції Яма. А вже 1 лютого 1919 року ЦВРКД був визнаний ВУЦВК як "... затверджується на правах Тимчасового Губернського Ревкома з найменуванням: Військовий Революційний Комітет Донецького басейну." 5 лютого 1919 Нарком внутрішніх справ Клім Ворошилов віддав наказ про створення Донецької губернії, Раднарком України приймає декрет «Про створення Донецької губернії» у склад губернії ввійшли Слов'яносербський повіт і Бахмутський повіт Катеринославської губернії, адміністративним центром губернії став Бахмут  пробув таким до травня 1919 року коли місто зайняла Добровольча армія а губернія припинила своє існування.

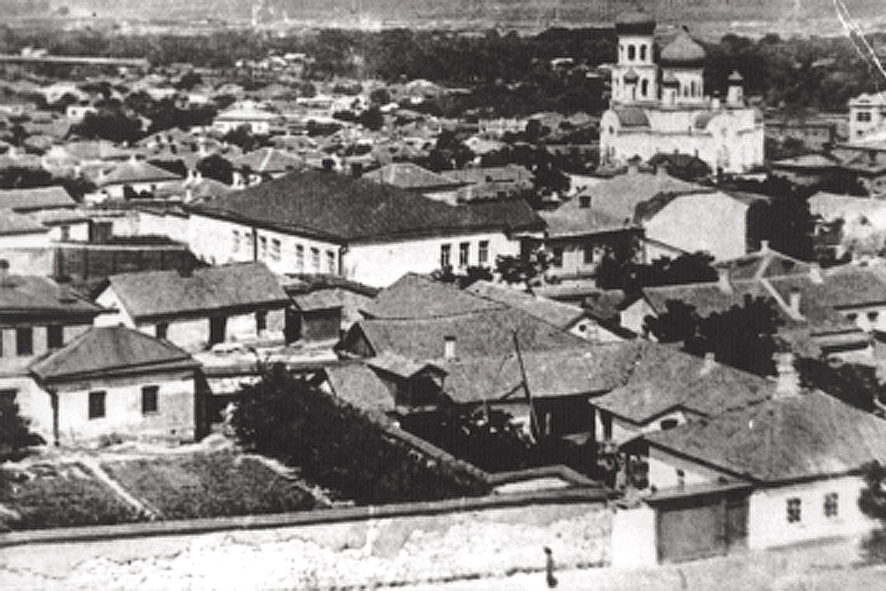
Луганськ був центром губернії на початку 1920 року.

Після звільнення міста Бахмута в грудні 1919 року частинами РККА в місті був створений губернський ревком. В цей же час 4 січня 1920 року в Харкові ВУЦВК створив Донецький губернський ревком який в січні прибув до Луганська де і розташувався. Виявилося, що з Луганська, який розташованний  віддалено і при поганому зв'язку, при слабкому розвитку залізно дорожніх шляхів, керувати губернієй незручно, довелося Луганськ залишити і перевести губернські органи влади в Бахмут. Бахмут був краще пов'язаний залізно-дорожніми шляхами з основними центрами губернії, мав телефонний зв'язок з усіма рудниками. В середині 1924 року на губернській партійній конференції ВКП (б) представники Бахмуту запропонували перенести губернський центр або в Луганськ або в Сталіно. Бахмут пробув губернським центром до 1925 року коли губернія була ликвидированна.
На початку 1920 року було багато суперечок серед губернських працівників де повинен був знаходитися губернський центр. Слов'янські партійні працівники пропонували перенести центр в Слов'янськ, інші пропонували перенести центр губернії до Юзівки.
Треті виступили з ідеєю створити новий адміністратівной центр побудувати нове губернське місто. На початку 1920 року біля станції Дебальцеве було проведено кілька суботників, на яких були проведенні підготовчі роботи і були вириті котловани. Проект створення губернського центру в Дебальцевого так і не був реалізований.

### Донецька область 2014
| Герб | Назва міста | Часові рамки                       |
| ---- | ----------- | ---------------------------------- |
|      | Донецьк     | 21 липня 1906 - початок 1907       |
|      | Горлівка    | 17 грудня 1917 - лютий 1918        |
|      | Донецьк     | лютий 1918 - 18 квітня 1918        |
|      | Шахти       | 18 квітня 1918- кінець квітня 1918 |
|      | Сіверськ    | 17 січня 1919 - 5 лютого 1919      |
|      | Бахмут      | 5 лютого 1919 - травень 1919       |
|      | Бахмут      | грудень 1919                       |
|      | Луганськ    | початок 1920                       |
|      | Бахмут      | початок 1920 - 1925                |
|      | Бахмут      | 2 липня 1932 — 17 липня 1932       |
|      | Донецьк     | 17 липня 1932 — 13 червня 2014     |
|      | Маріуполь   | 13 червня 2014 - 13 жовтня 2014    |
|      | Краматорськ | 13 жовтня 2014 -                   |